# Балтийская жемчужина

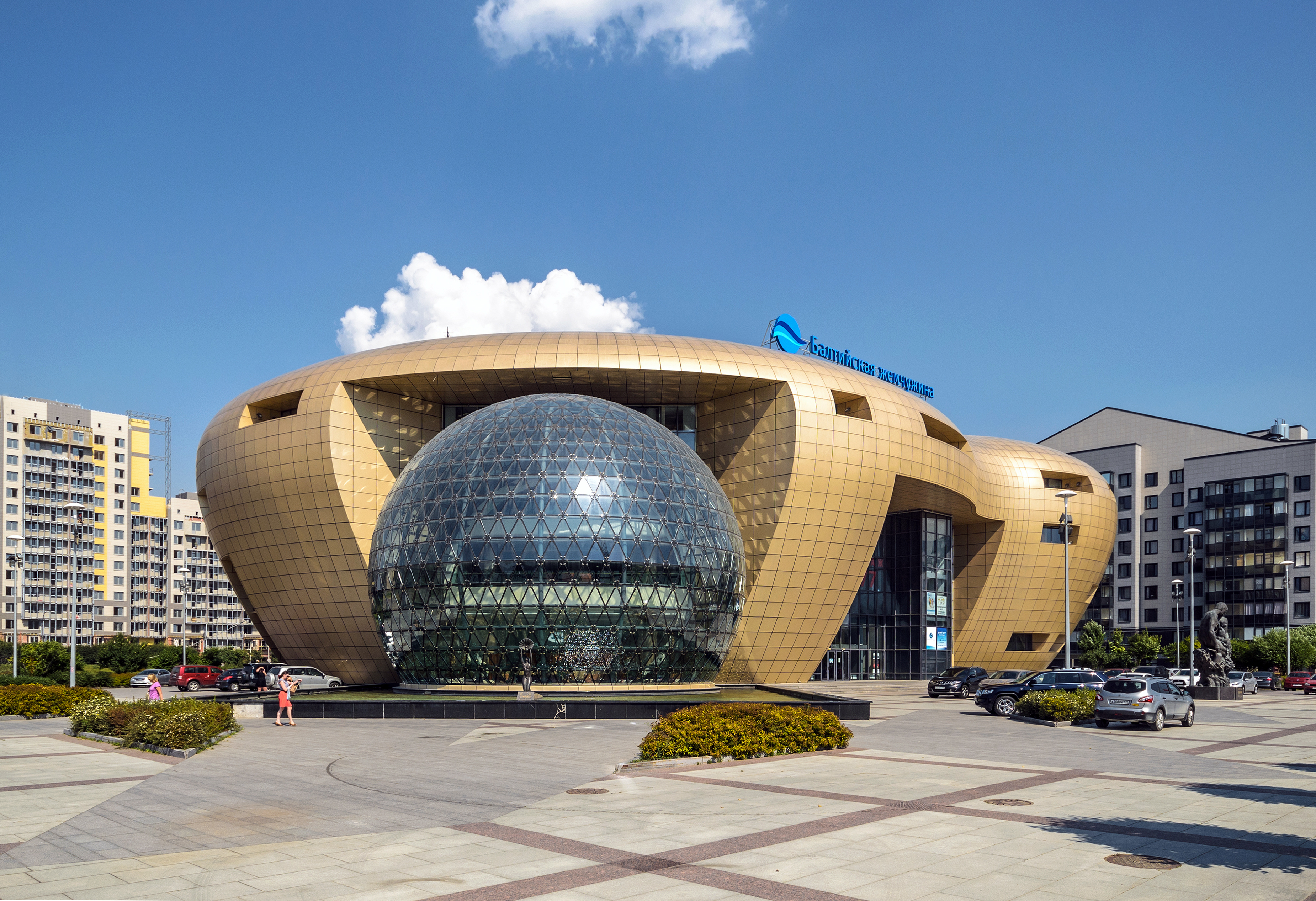
Административное здание комплекса «Балтийская жемчужина»

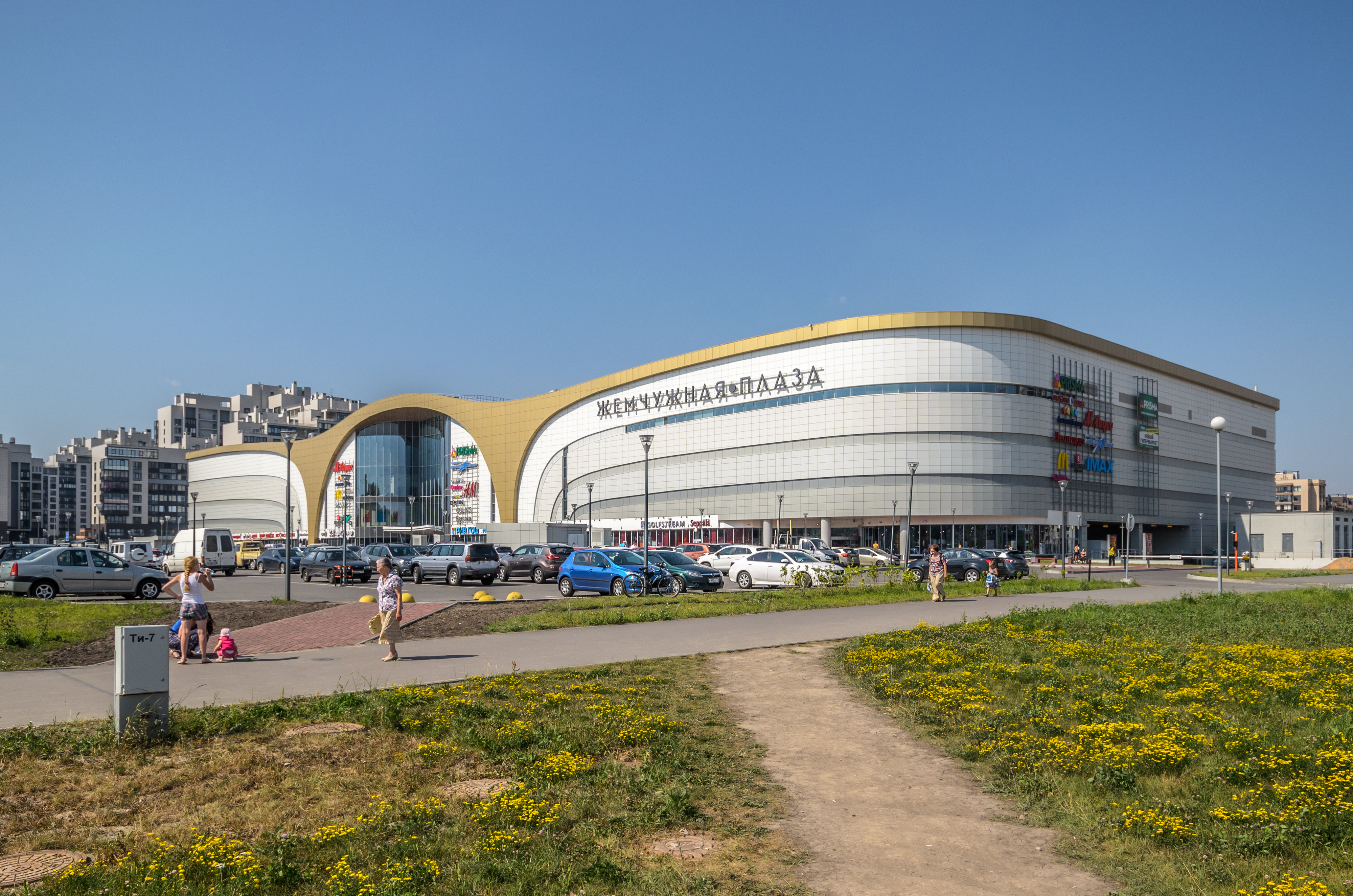
Торгово-развлекательный центр «Жемчужная Плаза»

«Балти́йская жемчу́жина» — крупный жилой микрорайон на юго-западе Санкт-Петербурга. Расположен на побережье Финского залива, в границах между улицей Адмирала Черокова, Петергофским шоссе и Дудергофским каналом.
Застраивается с 2005 года при участии китайских и российских девелоперов.

## История
Некоторые исследователи считают, что на застраиваемой территории во время Великой Отечественной войны шли бои. В 1941 г. бои шли в районе Урицка и в районе Сосновой Поляны. Высадка десантов была в районе современного ЛЭМЗа. В 1944 г. немцы ушли отсюда без боя. Более того, значительная часть территории здесь намыта. По закону перед проведением работ на территориях боевых действий необходимо провести обследование местности, обозначить и зарегистрировать места захоронения, осуществить, если это необходимо, перезахоронение останков погибших. Как отмечалось в прессе, соответствующие работы городской администрацией проведены не были.
Прообраз жилого массива впервые детально был обозначен на Генплане развития 1987 года, в последующем его планировка подверглась коррекциям с учётом неполной реализации последнего.

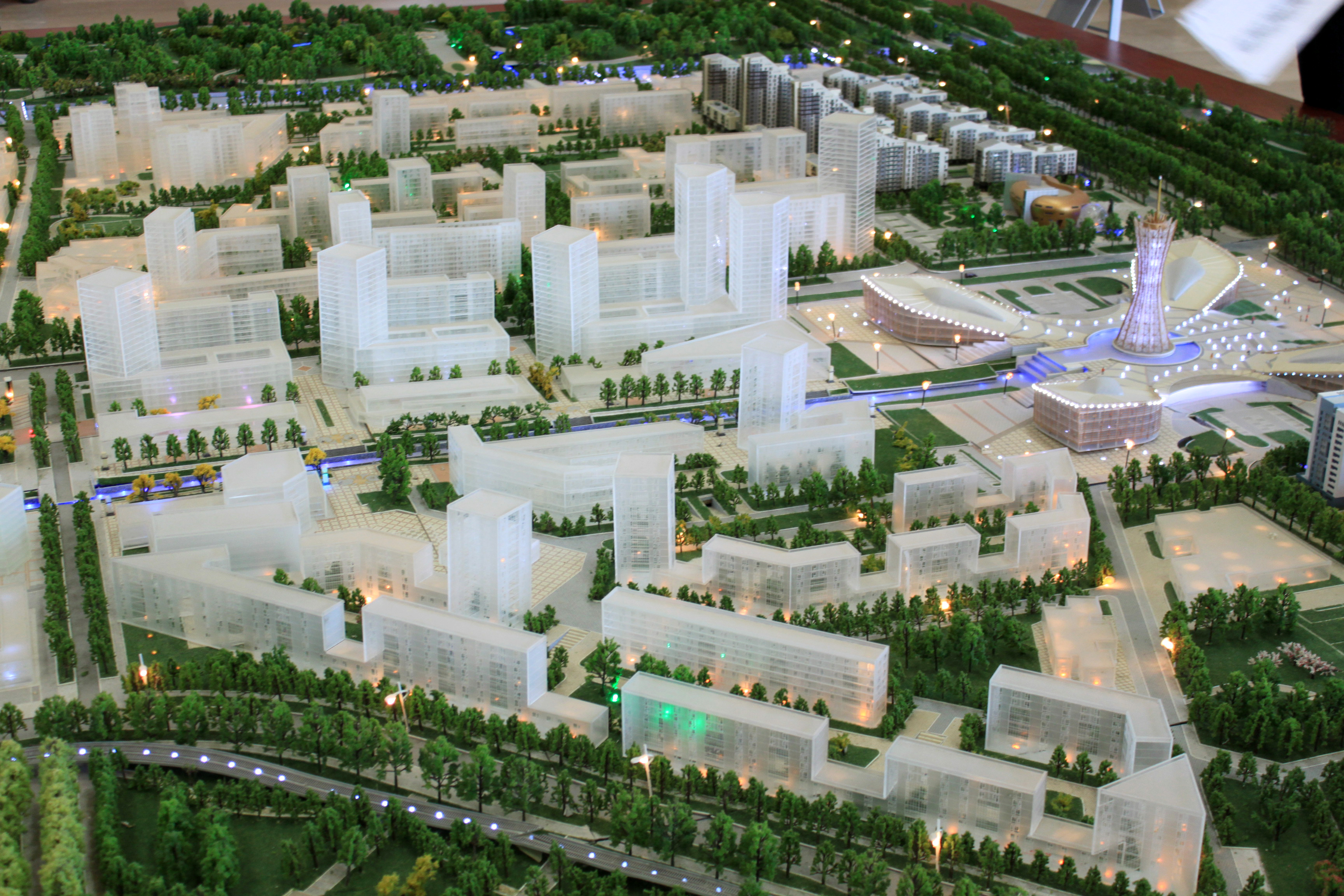
Старая модель планируемого района застройки

20 декабря 2004 года подписано соглашение о проекте между властями Санкт-Петербурга (Комитет по инвестициям и стратегическим проектам правительства) и «Шанхайской индустриально-инвестиционной компанией Лтд». 9 июня 2005 года был заложен первый камень жилого комплекса.
25 сентября 2008 года состоялось официальное открытие продаж жилой и коммерческой недвижимости в первом жилом квартале «Жемчужная премьера» комплекса «Балтийская жемчужина». 27 мая 2009 года определена концепция коммерческого комплекса «Южная площадь», позднее получившего название «Жемчужная плаза».

## Описание проекта
Проект включает намыв территории, укрепление берега Финского залива, реставрацию Матисова канала. Общая площадь застройки составляет 1 760 000 м², из них более 1 млн м² отведены под жильё разного уровня комфортности, более 600 000 м² — под коммерческую недвижимость: торгово-развлекательные и деловые комплексы как городского, так и международного уровня, гостиницы, рестораны, спортивные, выставочные и туристические центры. Значительную территорию микрорайона займут объекты социальной инфраструктуры — образовательные, спортивные, медицинские учреждения, а также благоустроенные парки и прогулочные зоны. Общая сумма инвестиций в проект составляет более 3 млрд долларов.
«Балтийская жемчужина» на сегодняшний день является одним из самых крупных в Санкт-Петербурге проектов с иностранным капиталом по строительству крупного многофункционального комплекса. Инвестором проекта является Китай. ЗАО «Балтийская жемчужина» — девелопер проекта — является дочерней компанией Шанхайской заграничной объединённой инвестиционной компании в Санкт-Петербурге, учрежденной пятью крупнейшими шанхайскими корпорациями. Вопрос об инвестировании китайского капитала решался на уровне президента России Владимира Путина и председателя КНР Ху Цзиньтао.
В состав микрорайона входят построенные жилые комплексы:
| Жилой комплекс     | Адрес                                              | Статус  | Год сдачи в эксплуатацию | Застройщик                 | Характеристики                               |
| Жемчужная премьера | Петергофское шоссе, 53, 55, 57, 59                 | Заселён | 2010                     | ЗАО «Балтийская жемчужина» | 6 домов от 7 до 17 этажей; 1189 квартир      |
| Жемчужная симфония | Петергофское шоссе, 45                             | Заселён | 2012                     | ЗАО «Балтийская жемчужина» | 16 домов от 4 до 19 этажей; 1107 квартир     |
| Duderhof Club      | Петергофское шоссе, 43; улица Катерников, 6, 8, 10 | Заселён | 2017                     | ЗАО «Балтийская жемчужина» | от 3 до 5 этажей                             |
| Жемчужный фрегат 1 | Улица Адмирала Коновалова, 2-4                     | Заселён | 2014                     | ЗАО «Балтийская жемчужина» | от 6 до 21 этажа                             |
| Жемчужный фрегат 2 | Улица Адмирала Трибуца, 10                         | Заселён | 2015                     | ЗАО «Балтийская жемчужина» | от 6 до 21 этажа                             |
| Жемчужный фрегат 3 | Улица Адмирала Трибуца, 8                          | Заселён | 2016                     | ЗАО «Балтийская жемчужина» | от 6 до 21 этажа; 2975 квартир               |
| More-1             | Улица Адмирала Трибуца, 5, 7                       | Заселён | 2014                     | Setl City                  | от 5 до этажей 20 этажей; 1540 квартир       |
| More-2             | Улица Адмирала Черокова, 18к2, 18к3                | Заселён | 2014                     | Setl City                  | от 5 до этажей 20 этажей; 1518 квартир       |
| More-3             | Улица Адмирала Черокова, 18к1, 20, 22              | Заселён | 2016                     | Setl City                  | от 6 до 17 этажей; 1951 квартир              |
| More-4             | Улица Катерников, 7                                | Заселён | 2016                     | Setl City                  | от 5 до 20 этажей; 1332 квартир              |
| Линкор             | Улица Катерников, 5                                | Заселён | 2016                     | КВС                        | 5 дома от 5 до 20 этажей; 1072 квартир       |
| Жемчужный берег    | Проспект Героев, 30, 32, 34                        | Заселён | 2019                     | ЗАО «Балтийская жемчужина» | 6 домов от 4 до 12 этажей; 936 квартир       |
| Legenda Героев     | Проспект Героев                                    | Заселён | 2021                     | Legenda                    | 4 дома по 21 этаж                            |
| Наутилус           | Набережная Матисова канала                         | Заселён | 2020                     | КВС                        | 4 дома по 5 этажей с мансардами; 700 квартир |
| Жемчужный каскад   | Проспект Героев                                    | Заселён | 2020                     | ЗАО «Балтийская жемчужина» | 8 домов от 4 до 22 этажей;                   |
| Жемчужная гавань   | набережная Дудергофского канала, 4к1               | Заселён | 2022                     | ЗАО «Балтийская жемчужина» | четыре 9 этажные корпуса                     |
| Lotos Club         | Проспект Патриотов, 35                             | Заселён | 2023                     | ЗАО «Балтийская жемчужина» | 4—8 этажей                                   |
| Riviera Club       | Проспект Патриотов, 33                             | Заселён | 2023                     | ЗАО «Балтийская жемчужина» | 4—5 этажей                                   |

## Транспортная инфраструктура

### Дороги и мосты

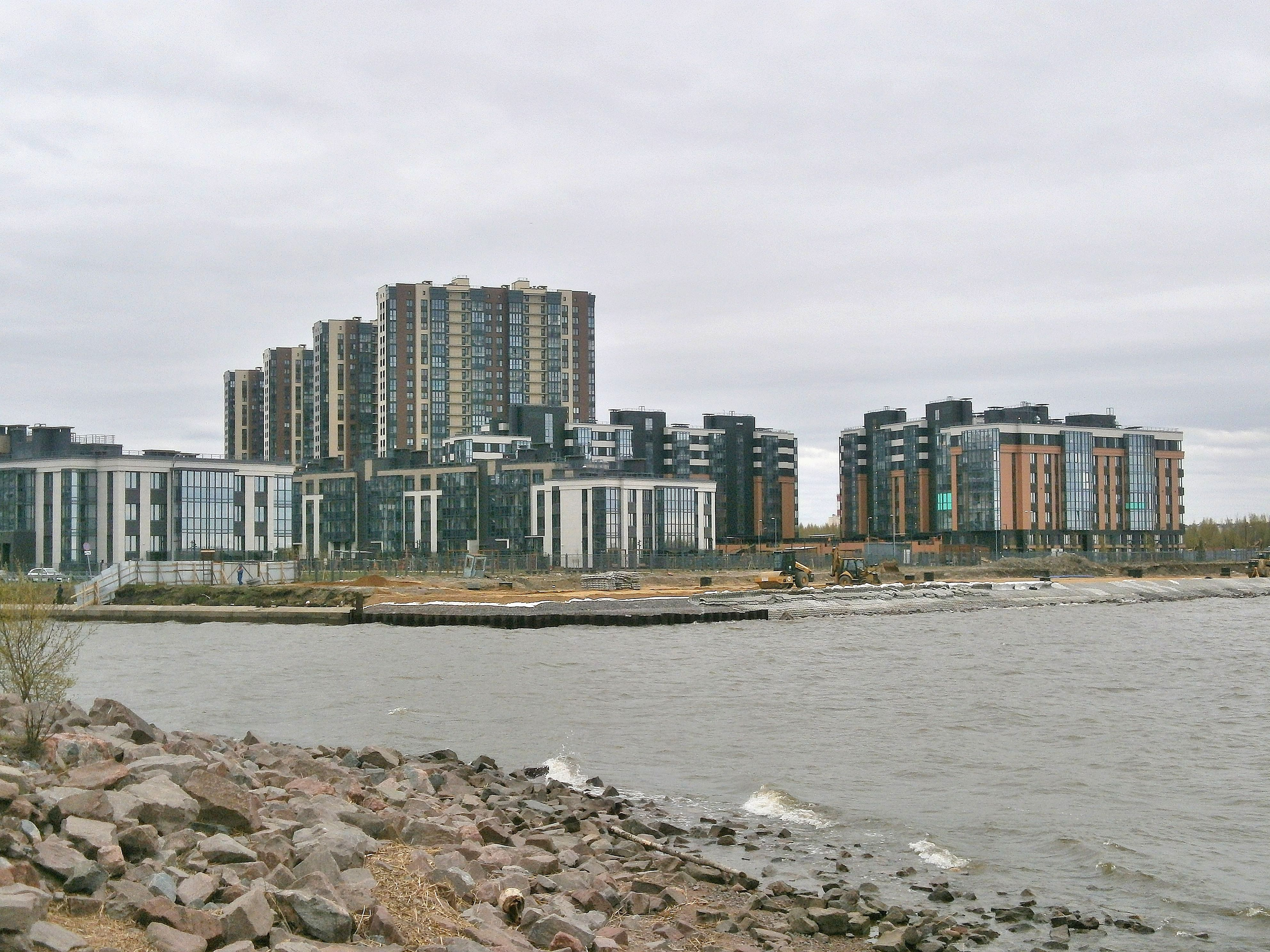
Морской фасад Балтийской Жемчужины со строящейся набережной, май 2024

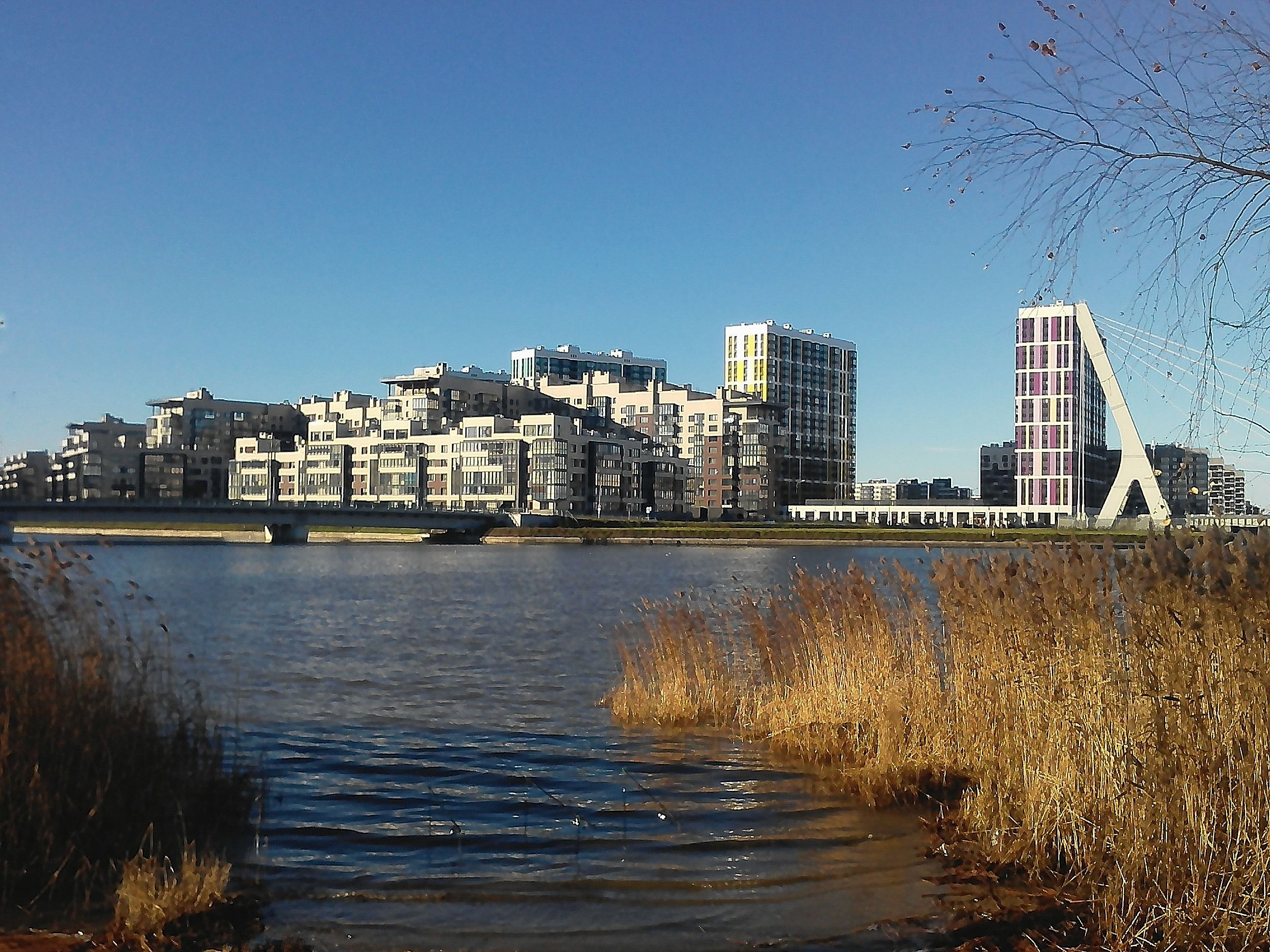
Вид на микрорайон с Дудергофского канала

На территории проекта 6 мостов и 12 внутриквартальных проездов. Основной трассой, которая связывает территорию комплекса с городом, является проспект Героев. Первые три моста:
- Три моста через Матисов канал;
- Два моста через Дудергофский канал.

### Общественный транспорт
Наземный транспорт
Автобусы:
- № 103 (ж/д станция Старый Петергоф — станция метро «Ленинский проспект»)
- № 160 (улица Лётчика Тихомирова — Счастливая улица)
- № 162 (ж/д станция Новый Петергоф — станция метро «Проспект Ветеранов»)
- № 200 (Ломоносов, вокзал — Кировский завод)
- № 201 (ж/д станция Новый Петергоф — Кировский завод)
- № 203 (проспект Маршала Жукова — станция метро «Проспект Ветеранов»)
- № 204 (Ломоносов, вокзал — Комсомольская площадь)
- № 210 (Петергоф, Университет — Кировский завод)
- № 226 (улица Пионерстроя — станция метро «Московские ворота»)
- № 229 (ж/д платформа Сергиево — Кировский завод)
- № 239 (улица Адмирала Трибуца — ТК «Мега-Дыбенко»)
- № 300 (ж/д платформа Сергиево — Кировский завод)
- № 333 (проспект Маршала Жукова — станция метро «Московская»)
- № 401 (Сосновый Бор, проспект Героев — станция метро «Автово»)
- № 486 (Кипень — станция метро «Проспект Ветеранов»)
- Бесплатный маршрут (проспект Героев — улица Партизана Германа, ТК "О'Кей")

Маршрутные такси:
- № 401А (станция метро «Автово» — Сосновый Бор, Молодёжная улица)
- № 486В (станция метро «Проспект Ветеранов» — Горбунки

Троллейбусы:
- № 41 (улица Адмирала Черокова — Автовская улица)

Трамваи:
- № 36 (Стрельна — Оборонная улица)
- № 60 (завод «Северная верфь» — ЛЭМЗ)

Метрополитен
Изначально в советские годы планировалась станция на улице Партизана Германа, но после распада СССР планы поменялись. Планирующаяся Красносельско-Калининская линия менялась с годами, как и Адмиралтейско-Охтинская линия, которая предполагала станцию на Проспекте Героев. В актуальное время планируется станция на Петергофском шоссе, которая станет промежуточной между «Сосновой поляной» и станцией на улице Доблести. В 2021 году после судебных разбирательств началось проектирование продолжения строящийся линии от «Юго-Западной» до «Сосновой поляны»

## Социальная инфраструктура
В микрорайоне работают две школы: № 547 и № 509, а также несколько детских садов: № 78 «Жемчужинка» и № 89 «Бригантина», в дальнейших планах построить ещё два детских сада и две школы. В 2022 году состоялось открытие пятиэтажного поликлинического комплекса для взрослых и детей с отделением скорой помощи, рассчитанного на 420 взрослых и 420 детей в смену. Также в 2023 году открылось отделение полиции с пожарным депо.